# 修芬
修芬（古北歐語：Sjöfn [ˈsjɔvn] ）是北歐神話中與愛情相關的女神。修芬出現在《散文埃達》還有吟遊詩人詩歌的隱喻中。

## 文本
在《散文埃達》〈欺騙古魯菲〉的第35章，至高者簡略介紹了16位亞薩女神，修芬排在第七位，並提到「修芬與人類的愛情相關」，至高者還提到修芬的名字來自於古北歐語的「愛情」(sjafni)。在《散文埃達》〈詩人的藝術語言〉的第75章，作者提及了一系列出現在北歐神話的角色的名字，並提供了27位亞薩女神的名字，修芬也在其中。除此之外，在吟遊詩人詩歌中，有三個關於女人的隱喻都以修芬作為詞幹。

## 理論
根據〈欺騙古魯菲〉中的資訊，約翰·林多 (John Lindow) 同意圖拉詩歌 (þulur) 中出現的「sjafni」 一詞是代表愛情，但除此之外，對於修芬女神我們一無所知，約翰·林多也提及修芬可能是芙麗嘉的不同名字。魯道夫·齊梅克 (Rudolf Simek) 認為修芬一詞可能是《散文埃達》的作者斯諾里·斯蒂德呂松根據古北歐語的「感知 (sefi)」或「關係 (sefi)」創造而來，因為修芬被認為是「婚姻與愛情女神」和「親密關係女神」，且修芬在《散文埃達》被描述為「婦女一般的守護女神」。

## 書籍
- Faulkes, Anthony (Trans.) (1995). Edda. Everyman. ISBN 0-460-87616-3.
- Lindow, John (2001). Norse Mythology: A Guide to the Gods, Heroes, Rituals, and Beliefs （页面存档备份，存于）. Oxford University Press. ISBN 0-19-515382-0.
- Simek, Rudolf (2007) translated by Angela Hall. Dictionary of Northern Mythology. D.S. Brewer. ISBN 0-85991-513-1.